# Brandivy
Brandivy (bretonisch Brandevi) ist eine französische Gemeinde mit 1.423 Einwohnern (Stand 1. Januar 2022) im Département Morbihan in der Region Bretagne.

## Geografie
Brandivy liegt rund zwanzig Kilometer nordwestlich von Vannes im Zentrum des Départements. Nachbargemeinden sind La Chapelle-Neuve und Moustoir-Ac im Norden, Grand-Champ im Osten, Plumergat im Südosten und Süden sowie Pluvigner im Westen.

## Geschichte
Über die Frühgeschichte der Gemeinde gibt es kaum Belege. Verschiedene Funde (Steinäxte, behauene Bruchsteine) belegen eine frühe Besiedlung in der Eisenzeit. Vom 12. Jahrhundert an gehörte es zur Baronnie de Lanvaux, die der Herrschaft Rohan unterstellt war. Politisch wurde Brandivy 1862 durch Abtrennung von Grand-Champ eine eigenständige Gemeinde. Seither gehört Brandivy zum Kanton Grand-Champ und zum Arrondissement Vannes.

### Bevölkerungsentwicklung
| Jahr      | 1962 | 1968 | 1975 | 1982 | 1990 | 1999 | 2006 | 2012 |
| Einwohner | 917  | 831  | 753  | 753  | 856  | 930  | 1037 | 1260 |

## Sehenswürdigkeiten
In der Gemeinde gibt es zahlreiche Sehenswürdigkeiten. Dazu zählen:
- Dorfkirche Saint-Laurent et Saint-Aubin (aus dem Jahr 1732), mit Kalvarienberg aus dem Jahr 1837
- Kapelle Saint-Laurent aus dem 16. Jahrhundert (im 18. und 19. Jahrhundert restauriert)
- Herrenhaus von Kergal (14. und 15. Jahrhundert), Monument historique
- Schloss von La Grandville (14. und 15. Jahrhundert; im 19. Jahrhundert erweitert), auch Schloss von Kermeur genannt
- gefasste Quelle in La Grandville, Quelle der Holzschuhmacher genannt
- Waschplatz (lavoir) im Norden des Dorfzentrums
- Rathaus (Mairie) der Gemeinde; ursprünglich das Pfarrhaus (1828 erbaut)
- Pilgerstätte Tombe des Sept Trous in Les Granges
- Pilgergrotte Grotte de Lourdes
- Gedenkstätte Stèle des Martyrs für sieben im Jahr 1944 gefallene Widerstandskämpfer
- Abteihaus aus dem 18. Jahrhundert